# Peliostomum origanoides
Peliostomum origanoides är en flenörtsväxtart som beskrevs av Ernst Meyer och George Bentham. Peliostomum origanoides ingår i släktet Peliostomum och familjen flenörtsväxter. Inga underarter finns listade i Catalogue of Life.